# نادي بوزنان لكرة السلة
نادي بوزنان لكرة السلة (بالبولندية: PBG Basket Poznań) كان فريق كرة سلة بولندي للمحترفين تأسس في سنة 1930 يقع مقره في بوزنان. فز ببطولة الدوري البولندي لكرة السلة 9 مرات. تم حل الفريق في سنة 2012.